# مخطوطة بلالي
وثيقة بلالي محمد هي مخطوطة عربية مكتوبة بخط اليد عن الشريعة الإسلامية في غرب أفريقيا. كتبه بلالي محمد في القرن التاسع عشر، وهو مستعبد من غرب إفريقيا إحتجز في جزيرة سابيلو في جورجيا. الوثيقة محفوظة في مكتبة هارجريت للكتب النادرة والمخطوطات، وفي جامعة جورجيا كجزء من أوراق فرانسيس غولدنغ. يشار إليها باسم «مواد بن علي».

## التاريخ
كان بلالي محمد مستعبدًا من غرب إفريقيا عمل في مزرعة في جزيرة سابيلو، جورجيا. وكان بلالي من منطقة سيراليون الحالية. كان مزارعًا ماهرًا للأرز، وهي مهارة يقدرها المزارعون في جورجيا.
وكان ويليام براون هودجسون من بين العلماء الذين التقوا بلالي، وكتب أنه ولد في تيمبو بغينيا حوالي عام 1770 لعائلة مسلمة أفريقية متعلمة جيدًا. وتم بيعه للدكتور بيل، حيث عمل عبدًا لمدة عشر سنوات في مزرعته في وسط كايكوس. وكان بيل لاجئًا استعماريًا مواليًا حرب الاستقلال الأمريكية أعاد التاج توطينه في كايكوس الوسطى. ثم بِعا بلالي عام 1802 لتاجر أخذه إلى جورجيا.
قام توماس سبالدينج بشراء بلالي محمد وتم تعيينه كسائق في مزرعته في جزيرة سابيلو. وكان بإمكان البلالي التحدث باللغة العربية ولديه معرفة بالقرآن. "نظرًا لصفاته في القراءة والكتابة والقيادة، عين مديرًا لمزرعة سيده. وفي حرب 1812، ساعد بلالي ورفاقه المسلمون في جزيرة سابيلو في الدفاع عن الولايات المتحدة من هجوم بريطاني. وعند وفاة بلالي عام 1857، اكتشف أنه كتب مخطوطة عربية من ثلاث عشرة صفحة. في البداية ، كان يُعتقد أن هذه كانت مذكراته، لكن الفحص الدقيق كشف أن المخطوطة كانت نسخًا لأطروحة شرعية إسلامية وجزءًا من المنهج الإسلامي لغرب إفريقيا.
أجرى جوزيف جرينبيرج أول ترجمة جزئية للوثيقة في عام 1939 ونُشرت في مجلة تاريخ الزنوج. ومنذ مطلع القرن الحادي والعشرين ، قام بتحليلها رونالد جودي، جوزيف بروغلر، ألان د. أوستن ومحمد الأهاري.

## الملخص
تُعرف وثيقة بلالي محمد أيضًا باسم مذكرات بن علي أو مجلة بن علي. وعند التحليل الدقيق، يثبت أنه نص موجز للعقيدة الإسلامية وقواعد الوضوء وصلاة الصباح والآذان. ويمكن أن يطلق عليه أيضاإ «النص الأم» للأدب الإسلامي الأمريكي بحسب محمد الأهاري لكونه أول نص إسلامي مكتوب في الولايات المتحدة. يعتبر مفهوم المتن مع العديد من التعليقات الموسعة نوعًا تقليديًا في الأدب الإسلامي. قد تكون التعليقات لغوية وروحية وحتى لها وظيفة ربط النص بأعمال مماثلة.

## أخطاء في البحث السابق
صورها العديد من مراجعي المخطوطة على أنها خربشات لرجل عجوز من الطفولته. لكن أظهرت الترجمات والدراسات الأكثر خبرة للنص أنه نص أصلي مأخوذ من رسالة أبي زيد القيروان.
وبعض الروايات، بما في ذلك رواية القس دوايت يورك، الذي ادعى أن بلالي كان جده الأكبر، قد خلطت بين بلالي محمد بأفراد يحملون أسماء مماثلة. وهو ليس نفس الشخص مثل يوسف بنهالي، سواء من الأخوين الوهاب من جزيرة أوكراكوك، أو نيويورك القديمة.

## التراث
تأسست جمعية بلالي محمد للبحوث التاريخية، التي سميت باسمه في شيكاغو عام 1987. ونشرت مجلة من عدد واحد، وهي عبارة عن تأملات من جمعية بلالي محمد (1988)، في تشارلستون، كارولاينا الشمالية بعدها تم تغيير اسم معهد الأبحاث منذ ذلك الحين إلى معهد التراث الثقافي الإسلامي الأمريكي. واسس مجلس إدارة جديد ويخطط الآن لتأسيسها كشركة في شيكاغو.